# 脊柱

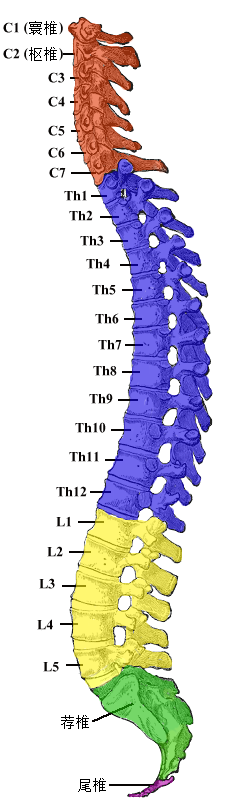
人类的脊柱

脊柱（vertebral column）又稱脊椎、脊梁骨（backbone），是脊椎动物位于背侧中轴的支撑性内骨骼，由一系列椎骨（矿化组织，硬骨）和椎间盘（纤维软骨）组成。
中枢神经系统两大组成部分之一的脊髓被脊柱包裹在椎管（spinal canal）中，椎管则是由椎骨后侧椎孔排列组成的长条状体腔。脊髓由脊柱后方两侧的椎间孔中传出脊神经，其构成躯干各部位的周围神经系统。

## 结构
人类的脊柱由32-34块椎骨和中间起缓冲作用的椎间盘组成；这个结构通过韧带和小的脊柱关节固定；具有支持躯干、保护其內保护脊髓及神经根的作用。
脊柱被人为划分成7節頸椎、12節胸椎、5節腰椎、骶骨和尾骨（这种分类对所有哺乳类动物有效，从老鼠到长颈鹿）。人类的5块骶骨和4块尾骨相互融合，它们被称之为“假脊椎”。有尾巴的脊椎动物有数目不等的尾骨。
椎骨有一个突向背侧的棘突，在背部的正中线上可以在皮下摸到，是经穴定位的重要标志之一；脊柱内部有纵行的椎管，容纳脊髓及其脊髓膜。
成人的脊柱在矢状面成双s形弯曲，脊柱侧面观，有颈、胸、腰、骶4个生理性弯曲。它为直立行走的人类提供了强大支持，而且具有弹性。颈部和腰部向前突出的脊柱弯曲被称之为脊柱前凸，相对的胸部和尾部向后突出则被称之为脊柱后凸。

## 脊柱疾病
在正常情况下，脊柱可以向前方、后方, 左側, 右側四个方向弯曲，椎骨之間也允許一定程度的旋轉。 但是如果长期姿势不正或疾病影响，向前的弯曲可能帶來脊柱过度后凸，引起畸形，成为驼背。
脊柱側彎是指人的脊椎有側向的彎曲，是另一種改變脊柱外觀及物理結構的疾病。
脊髓由于重伤造成损害，可能会导致半身不遂、四肢癱瘓或是全身癱瘓。
常见的会损伤脊柱的疾病：
椎间盘的损伤，會影响到上下两块脊椎骨。脊椎脱位，风湿病和所属的非感染疾病（如强直性脊柱炎）（僵直性脊椎炎）以及结核病和其他感染性疾病。

## 外部連接
- 解剖學(Anatomy)-骨頭-vertebrae總覽 （页面存档备份，存于）
- www.quarks.de/... - Wissenschaftssendung Quarks&Co: Die Qual mit dem Rücken - was die Wirbelsäule leistet
- Vertebral column basics
- Spinal Term Glossary （页面存档备份，存于）
- VIRTUAL Spine - online learning resource （页面存档备份，存于）